# Kristina Schnüll
Kristina Schnüll (* 9. März 1977 in Hameln) ist eine deutsche Fußballspielerin und -Trainerin.

## Werdegang
Schnüll wurde in Hameln geboren und wuchs im benachbarten Aerzen auf. Sie arbeitet seit 2008 als Sozialpädagogin in Schwaikheim für die Caritas. Diesen Job übt sie seit dem Ende ihrer Spielerkarriere im Sommer 2014, hauptberuflich aus und ist Diakonin der Evangelisch-lutherischen Kirchengemeinde Zum Heiligen Kreuz Hameln.

### Fußballkarriere

#### Im Verein
Schnüll startete ihre Karriere mit der Frauenmannschaft des MTSV Aerzen 04. Anschließend wechselte sie zum SV Hastenbeck, wo sie im Jahr 1995 ihr Seniorendebüt im Alter von 18 Jahren bei Hastenbeck von 1947 gab. Bei Hastenbeck stand sie viereinhalb Jahre im Niedersachsenliga Tor, bevor sie im Frühjahr 2000 beruflich nach Baden-Württemberg ging. In dieser Zeit spielte sie für die Frauen-Mannschaft des TSV Ludwigsburg in der Oberliga Baden-Württemberg, bevor sie im Sommer 2005 zum Landesliga Absteiger SV Hastenbeck zurückkehrte. Sie spielte wiederum drei Jahre in Hameln und ging im Sommer 2008 zurück zum TSV Ludwigsburg. Schnüll wurde bei Ludwigsburg zur Stammtorhüterin und Leistungsträgerin, was ihr im Sommer 2010 einen Vertrag beim 2. Frauen-Bundesliga Süd-Team VfL Sindelfingen einen Vertrag einbrachte. In Sindelfingen kam sie jedoch nicht zum Zuge und spielte in ihrer ersten Saison, lediglich sechs Spiele in der Regionalliga Süd für die Reserve des VfL Sindelfingen. Eine Saison später gab sie ihr Debüt für die erste Mannschaft der Sindelfinger, gegen den 1. FC Saarbrücken, in der 2. Frauen-Bundesliga Süd. Es folgten drei weitere Einsätze für die erste Mannschaft, bevor sie wieder im Tor der Reserve stand. Die Saison 2012/13 spielte sie vorwiegend in der Reserve, bevor sie zur Saison 2013/14 wieder in die Bundesliga-Mannschaft des VfL Sindelfingen aufrückte. Am 6. Oktober 2013 gab sie dann schließlich im Alter von 36 Jahren ihr Bundesliga-Debüt für den VfL Sindelfingen, als sie in der 86. Minute für die verletzte Stammtorhüterin Simone Holder eingewechselt wurde. Schnüll spielte sieben Spiele für den VfL Sindelfingen in der Frauen-Bundesliga, bevor sie im Sommer 2014 ihre Karriere beendete. Nach einjähriger Abstinenz feierte Schnüll ihr Comeback in der Landesliga, wo sie als spielende Torwart-Trainerin beim TSV Münchingen aufläuft.

### Erfolge
2012: Aufstieg in die Frauen-Bundesliga